# 卢伊齐亚纳
卢伊齐亚纳是巴西巴拉那州的一个市镇。总面积908.604平方公里，总人口7380人，人口密度8.1人/平方公里。